# Millotauropodidae
A Millotauropodidae, a Hexamerocerata nevű rendbe tartozó egyetlen család. Együtt a soklábúak (Myrapoda) altörzsében, villáscsápúak (Pauropoda) osztályába tartoznak.
A Millotauropodidae család egyedei 6 szelvényű csáppal, 12 szelvényű törzzsel és 11 pár lábbal rendelkeznek. Képviselőik fehérek, testük hossza arányos szélességükkel.

## Rendszerezésük[2]
Osztály: Villáscsápúak (Pauropoda)
- Rend: Hexamerocerata
  - Család: Millotauropodidae
    - Millotauropus
      - Millotauropus acostae (Scheller, 1997)
      - Millotauropus hebetisetosus (Remy, 1953)
      - Millotauropus latiramosus (Remy, 1950)
      - Millotauropus machadoi (Remy, 1950)
      - Millotauropus silvestrii (Remy, 1950)
      - Millotauropus temporalis (Hüther, 1968)

    - Rosettauropus
      - Rosettauropus temporalis (Hüther, 1968) (Millotauropus temporalis szinonimája)

### Más rendszerezés szerint[3]
Osztály: Villáscsápúak (Pauropoda)
- Rend: Pauropoda
  - Alrend: Hexamerocerata
    - Család: Millotauropodidae